# Villa de Dušan Tomić
La villa de Dušan Tomić (en serbe cyrillique : Вила Душана Томића ; en serbe latin : Vila Dušana Tomića) est située à Belgrade, la capitale de la Serbie, dans la municipalité urbaine de Savski venac. Construite en 1930 et 1931, elle est inscrite sur la liste des biens culturels de la Ville de Belgrade.

## Présentation
La villa de Dušan Tomić, professeur à la faculté technique de l'Université de Belgrade, est située 8 rue Užička. Elle a été construite en 1931, d'après les plans des frères Petar et Branko Krstić. La villa se caractérise par sa forme massive, avec un intérieur organisé de façon traditionnelle et fonctionnelle autour d'un hall central, sans continuité entre le rez-de-chaussée et l'étage.
En revanche, les façades sont dessinées dans un style moderniste, avec des cubes qui s'articulent verticalement et horizontalement, des surfaces pleines et des ouvertures. L'ensemble ne contient pas d'ornement, à l'exception du porche qui surmonte l'entrée principale et qui est soutenu par deux cariatides.
En plus de sa valeur architecturale, la villa doit son importance au professeur Dušan Tomić, qui était un grand amateur d'architecture et qui fut le fondateur du Prix de la plus belle façade. D'autre part, les architectes de la maison, les frères Petar et Branko Krstić, figurent parmi les architectes serbes les plus importants et la villa constitue l'une de leurs créations les plus abouties.